# Reprezentacja Wielkiej Brytanii w hokeju na lodzie kobiet
Reprezentacja Wielkiej Brytanii w hokeju na lodzie kobiet – narodowa żeńska reprezentacja tego kraju. Należy do Dywizji Drugiej.

## Starty w Mistrzostwach Świata
- 1999 – 18. miejsce
- 2000 – 19. miejsce
- 2001 – 2. miejsce (Dywizja 2)
- 2003 – 6. miejsce (Dywizja 2)
- 2004 – 6. miejsce (Dywizja 2)
- 2005 – 2. miejsce (Dywizja 3)
- 2007 – 23. miejsce
- 2008 – 22. miejsce
- 2009 – 18. miejsce
- 2011 – 18. miejsce

## Starty w Igrzyskach Olimpijskie
- Brytyjki nigdy nie zakwalifikowały się do Igrzysk Olimpijskich.